# Platygaster felti
Platygaster felti är en stekelart som beskrevs av Fouts 1920. Platygaster felti ingår i släktet Platygaster och familjen gallmyggesteklar. Inga underarter finns listade i Catalogue of Life.